# Liste der Monuments historiques in Langolen
Die Liste der Monuments historiques in Langolen führt die Monuments historiques in der französischen Gemeinde Langolen auf.

## Liste der Bauwerke
| Bezeichnung         | Beschreibung                                               | Standort | Kennzeichnung | Schutzstatus | Datum | Bild           |
| ------------------- | ---------------------------------------------------------- | -------- | ------------- | ------------ | ----- | -------------- |
| Château de Trohanet | Schloss und Park auch auf dem Gebiet der Gemeinde Landudal | (Lage)   | PA29000045    | Inscrit      | 2001  | weitere Bilder |

## Liste der Objekte
- Monuments historiques (Objekte) in Langolen in der Base Palissy des französischen Kultusministeriums